# Xandee
Xandee är Sandy Boets artistnamn. Hon föddes 18 december 1978 i Belgien. När hon var 16 år bildade hon popduon Touch of Joy med Serge Quisquater. Han representerade Belgien i Eurovision Song Contest 2002 med bidraget Sister. Xandee representerade själv Belgien i finalen av Eurovision Song Contest 2004 i Istanbul där hon sjöng upptempolåten "1 Life". Låten var en av de stora förhandsfavoriterna, men fick endast 7 poäng (5 poäng från grannlandet Nederländerna) och slutade därmed på 22:a plats av 24 tävlande.